# Oskol (Kroměříž)
Oskol (ženský rod, ta Oskol, gen. Oskole, německy Oskoll) je bývalé předměstí v Kroměříži ve Zlínském kraji. Pod názvem Kroměříž Oskol se do roku 1858 také jednalo o samostatné katastrální území.

## Název
Původní je zřejmě množné číslo jména, jak je doloženo ze 16. a 17. století (Oskoly, případně nářečně Oskole). Jméno vyjadřovalo buď místa obsekaná nebo obitá (v začátku jména je obsažena předpona ob- "kolem dokola") nebo to bylo pojmenování lidí na takových místech bydlících (pak vlastně Oskoli).

## Historie
Předměstská ves Oskol vznikla východně od vlastní Kroměříže. Poprvé je připomínána k roku 1516. První písemná zmínka je v souvislosti s Vaňkem ze Skole (Oskole), mlynářem v Hradisku, který byl svědkem ve sporu Tovačovských z Cimburka s opatem kláštera Hradisko. Severně od vsi se nacházel františkánský klášter založený počátkem 17. století u hřbitova z předchozího věku, jehož kaple byla přestavěna na klášterní kostel Nejsvětější Trojice. Vedle něj byla posléze vystavěna kaple svatého Kříže. Konvent byl zrušen za josefinských reforem v roce 1788, později sloužil jako vojenská pekárna, výrobna octa  a od začátku 21. století je využíván jako hotel. Na domku stojícím u vstupu do areálu Octárny je umístěna pamětní deska Maxe Švabinského, který zde bydlel a prožil své mládí. V areálu je i umístěna jeho busta a jeho lunety s obrazy z národních dějin. Kostel byl záhy po zániku kláštera zbořen, zachovala se pouze část kaple svatého Kříže. Roku 1859 byl zrušen i hřbitov a v 80. letech 19. století byl na jeho místě postaven městský sirotčinec a chudobinec.
Podobně jako i ostatní části města, tak také Oskol, byla postihována zhoubnými požáry. Největší požár vznikl dne 6. června 1815 a zachvátil celou obec: v Oskolské ulici 44 domků, včetně fabriky, za hřbitovem pět a u Bělidel dvanáct. Když v roce 1849 oskolská obec usilovala o zrušení židovského hřbitova (v lokalitě dnešního Komenského náměstí) mezi důvody uváděla, že hřbitov překáží při hašení požárů. Oskol byla do poloviny 19. století samostatnou vsí, po zrušení patrimoniální správy se v roce 1853 stala součástí Kroměříže.
V první třetině 19. století byla Oskol oboustrannou ulicovkou od nynějšího Husova náměstí až po řeku Moravu (tedy celá dnešní ulice Oskol), později vznikly také příčné ulice Kostnická a Denkova. V roce 1890 vznikl v lokalitě zvané Rejdiště cyklistický velodrom, jenž se později stal domácí hrací plochou pro místní fotbalové kluby. V katastru Oskole se nacházelo i Komenského náměstí (včetně synagogy, stojící v letech 1910–1942), ulice Vejvanovského a Blahoslavova a část Podzámecké zahrady přímo za kroměřížským zámkem. Samostatné katastrální území bylo zrušeno v roce 1858 a jeho plocha byla přičleněna ke katastru města.
Východní část vsi od ulice Kostnické byla ve druhé polovině 20. století zbořena a nahrazena sídlištní panelovou zástavbou. Zanikl i rodný dům herečky Věry Vlčkové (č.p. 281/26), nacházející se v jižní uliční čáře původní vesnice. Dalším oskolským rodákem byl mezinárodní fotbalový rozhodčí Augustin Krist. Také jeho rodný dům (č.p. 89) zanikl.

## Pamětihodnosti
- františkánský klášter s kaplí svatého Kříže
- Podzámecká zahrada
- kamenný křiž z poloviny 19. století

## Galerie

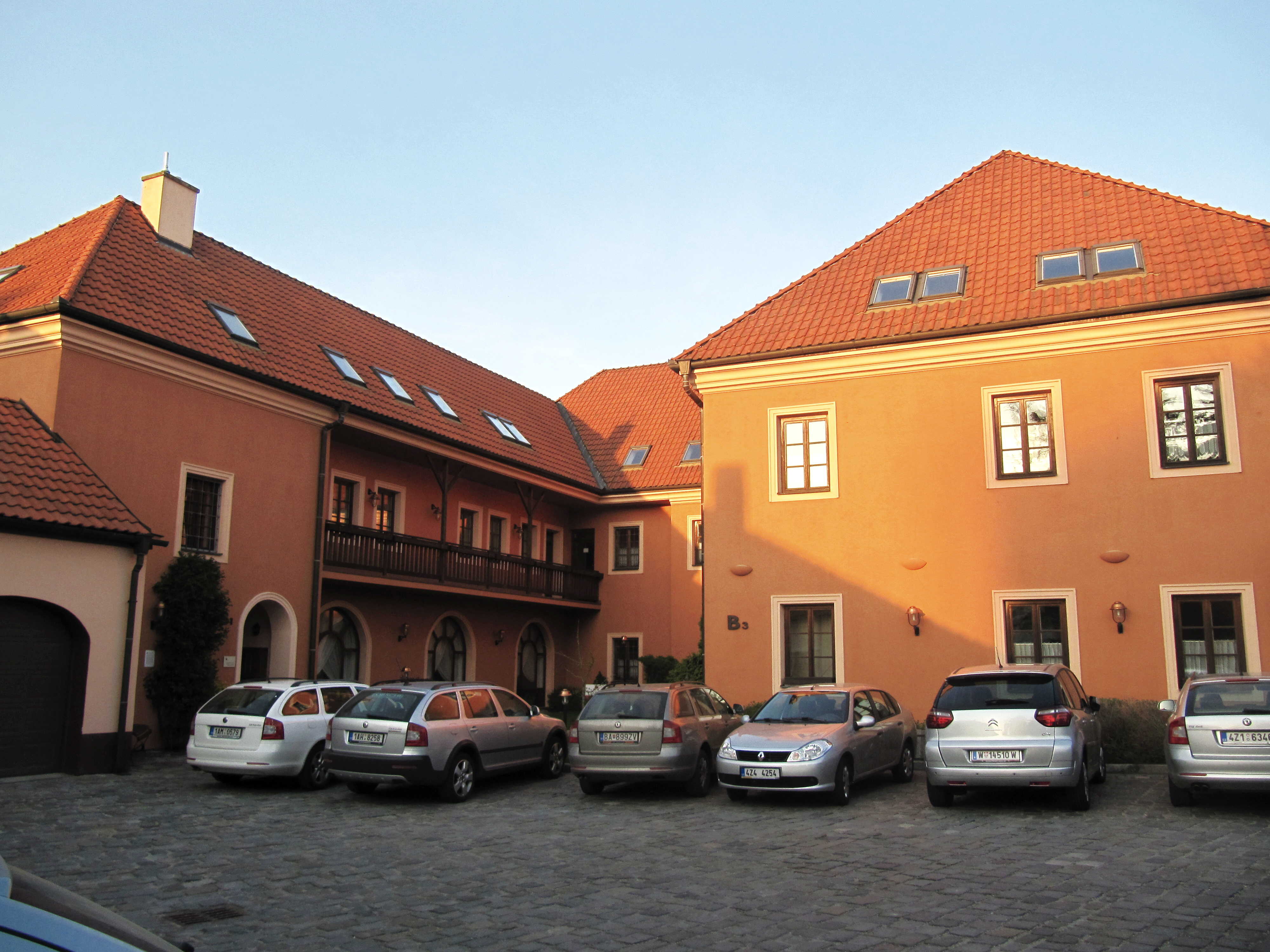
Františkánský klášter, pozdější octárna
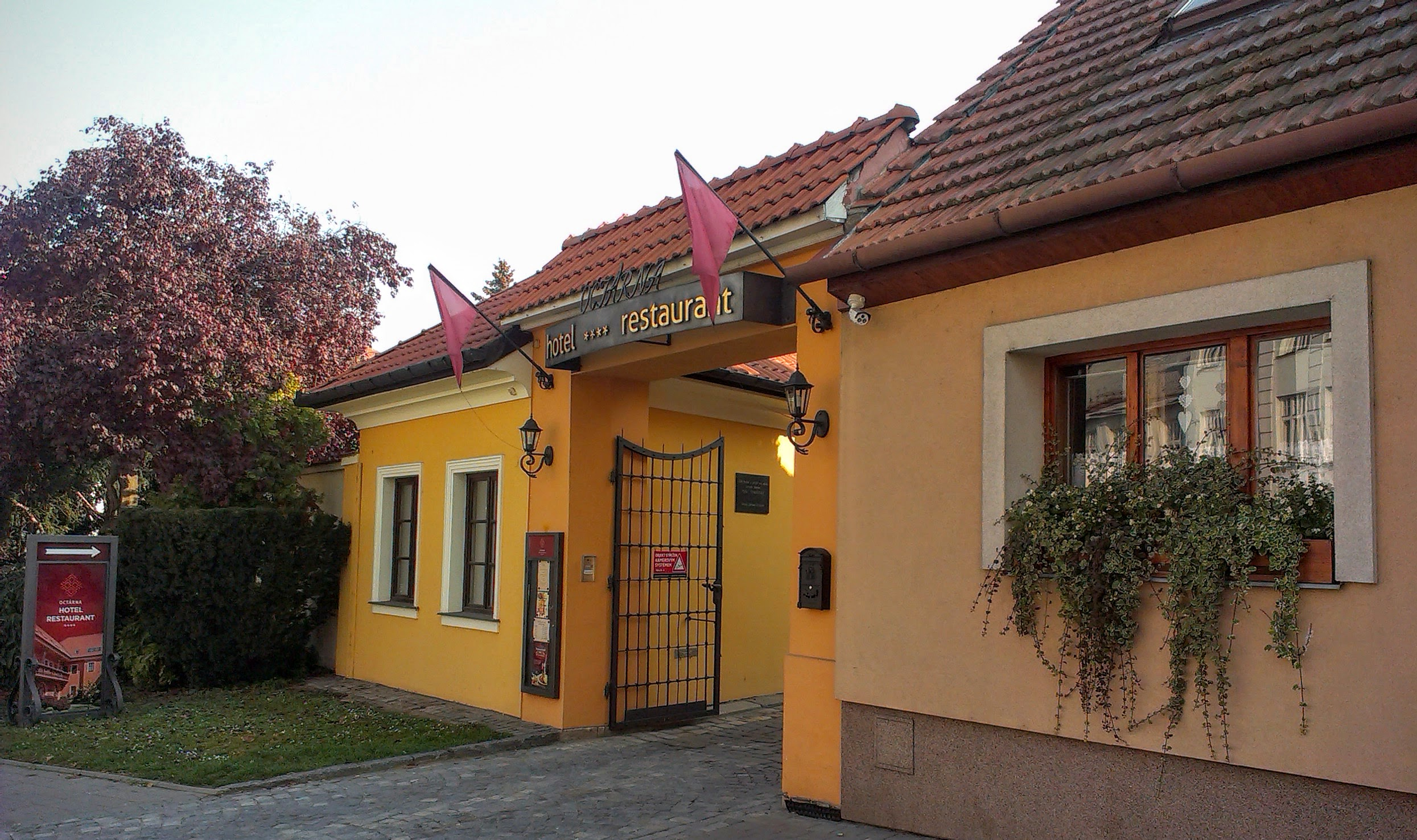
Vstup do areálu Octárny s pamětní deskou Maxe Švabinského
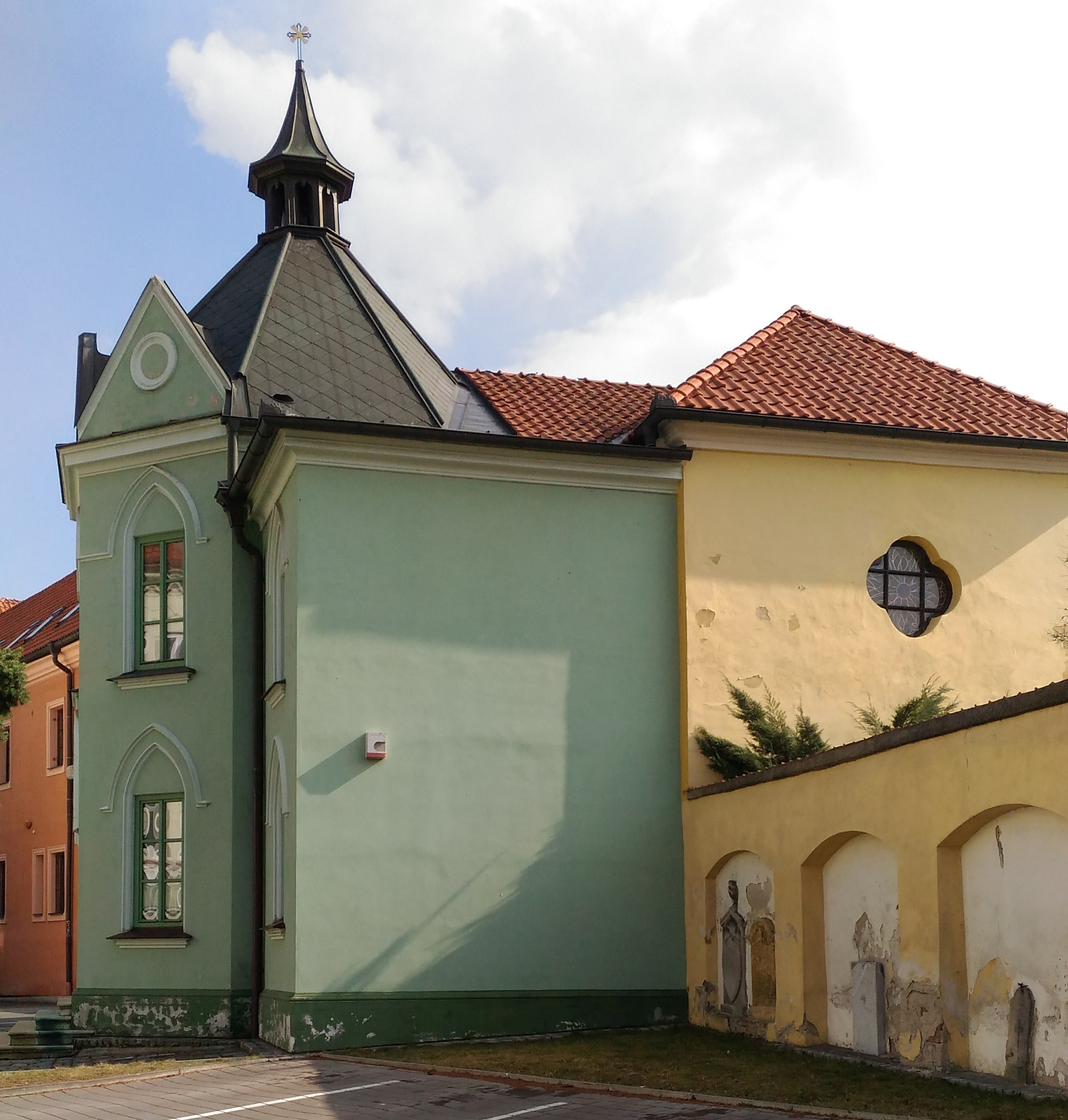
Kaple svatého Kříže
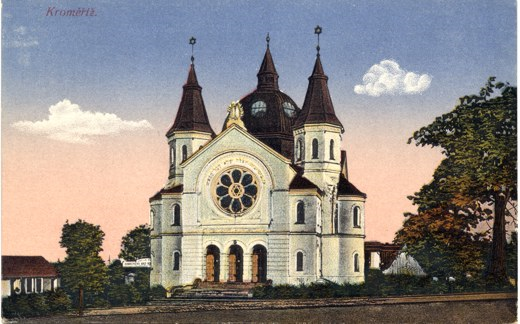
Synagoga na pohlednici (kolem r. 1920)
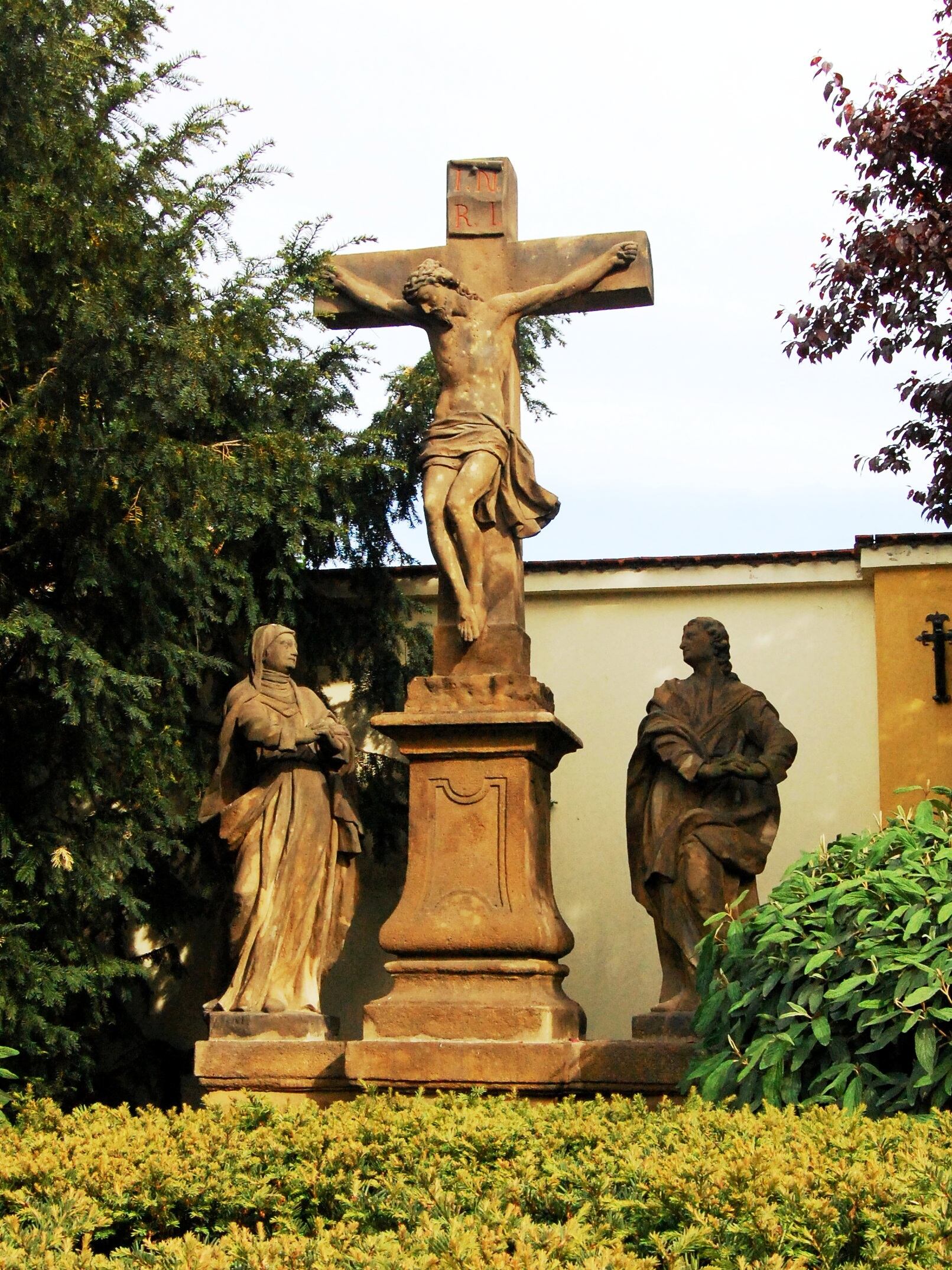
Kalvárie z 18. století v Tovačovského ulici
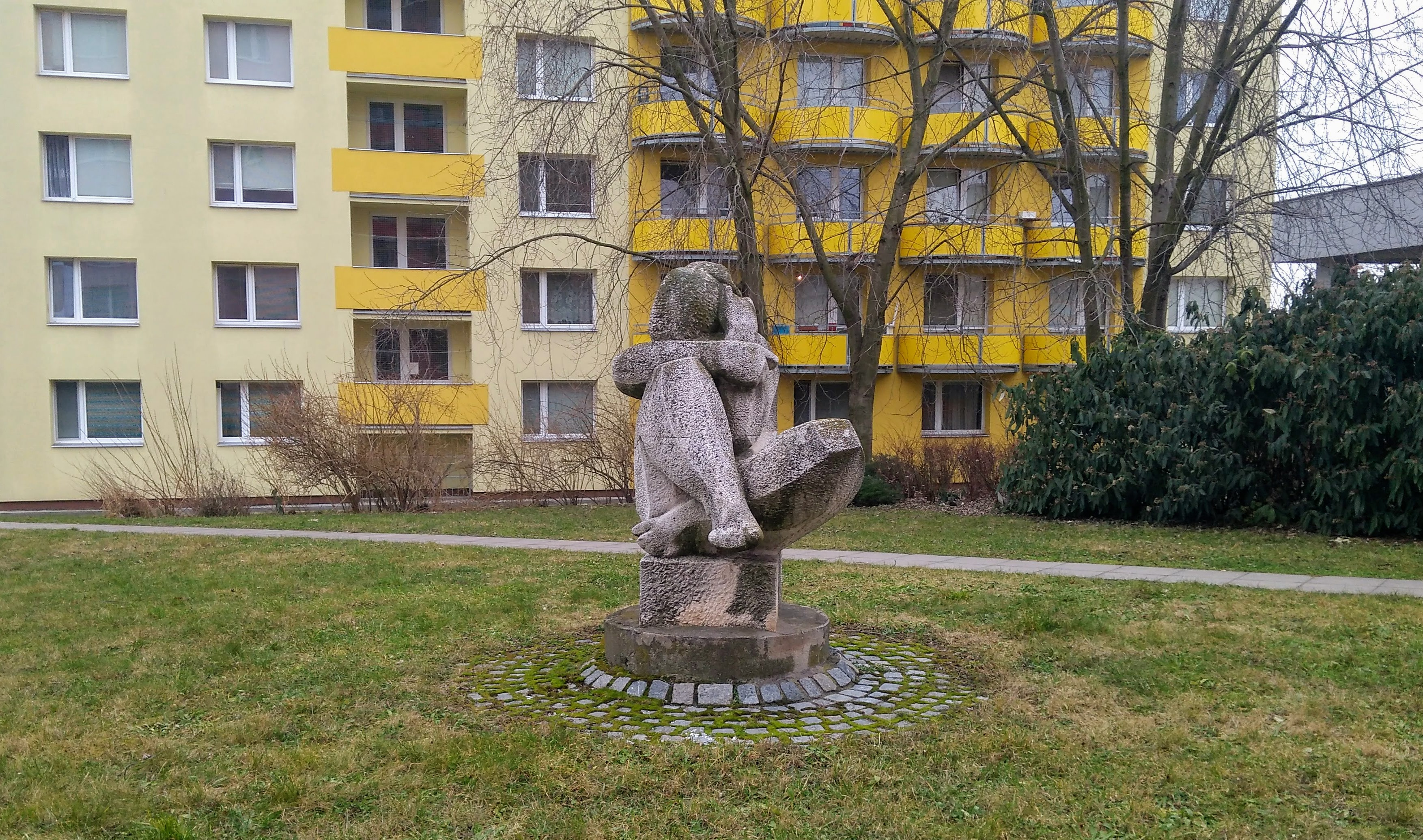
Moderní skulptura z roku 1988 na sídlišti Oskol
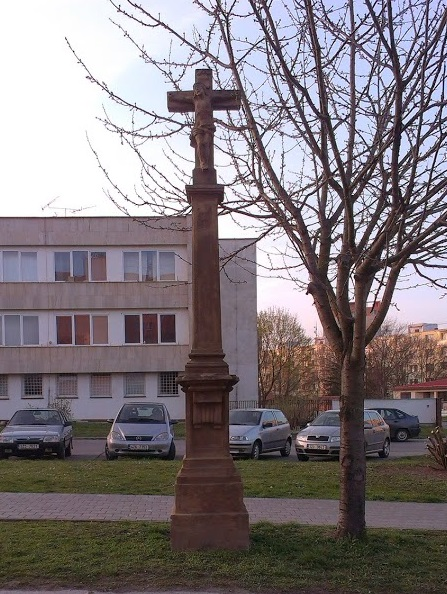
Kamenný křiž